# Josef Cainer
Josef Jan Baptist Cainer (29. srpna 1837 Praha – 21. května 1917 tamtéž) byl český varhaník a hudební skladatel.

## Život
V dětství byl zpěvákem v kostele sv. Haštala. Tamní ředitel kůru, František Kohl, se stal jeho prvním učitelem hudby. V roce 1857 vystudoval pražskou varhanickou školu. Jeho učitelem byl hudební skladatel Karel Bendl.
Ještě jako student byl varhaníkem v chrámu sv. Mikuláše, po absolvování školy pokračoval jako varhaník v kostele sv. Štěpána. Současně učil hudbu na několika pražských školách. Byl jedním z prvních učitelů Josefa Bohuslava Foerstera. Později působil jako varhaník ještě v kostelech sv. Petra a u sv. Jindřicha. Přes veškerou snahu se mu nepodařilo nikdy dosáhnout významnějšího postavení.
V roce 1912 utrpěl těžký úraz, po kterém již nemohl povolání varhaníka vykonávat.
V sedmdesátých letech 19. století se církevní kruhy pokoušely zavést samostatný církevní hudební sloh, který měl být nadčasový, nepodléhající změnám hudebního vkusu obecenstva a módním hudebním směrům. Cainerova hudba je však svým pojetím čistě romantická. Církevním slohem se cítil být příliš svázán.

## Dílo
- Mše C-dur (1870)
- Slavnostní mše E-dur (1872)
- Mše C-dur (1873)
- Missa In honorem Domini nostri Jesu Christi (1888)
- Missa In honorem Beatae Mariae Virginis (1891)
- Missa Hodie Christus natus est (1892) pro 4hlasý sbor
- Missa Hodie Christus natus est pro 2hlasý sbor
- Missa In honorem S. Josephi
- Missa Passionis pro mužský sbor
- Missa In honorem S. Venceslai (1893)
- Missa In honorem S. Joannis Baptistae (1894)
- Missa In honorem S. Joannis Nepomuceni
- Missa In honorem S. Aloisii
- Missa In honorem Ss. Angelorum Custodum (1895)
- Missa In honorem Ss. Angelorum Custodum pro smíšený sbor
- Missa In festo Purificationis B. Mariae Virg. (1896) pro 4hlasý smíšený sbor
- Missa In festo Purificationis B. Mariae Virg. (1896) pro 2hlasý smíšený sbor
- Missa pro feriis per annum (f moll) (1900) pro jednohlasý sbor smíšený
- Missa In honorem Beatae Mariae Virginis de Bono Consilio pro 4hlasý smíšený sbor
- Missa In honorem S. Juliae Virginis (1901)
- Missa In honorem In hon. Ss. Trinitatis (1902)
- Missa In tempore Nativitatis (pastorální) (1903)
- Missa pro feriis per annum D-dur (1905) jednohlasá
- Missa C-dur (1905)
- Missa d-moll (1906)
- Missa d-moll pro 4hlasý smíšený sbor
- Missa In hon. S. Michaelis Archangeli (1907)
- Missa Pastoralis E-dur
- Missa pro feriis per annum C-dur (1908)
- Missa In hon. S. Familiae Jesu (1909)
- Requiem I. (1896), II. (1903), III. (1904) pro 4 mužské hlasy
- Requiem pro jeden hlas (unisono sbor) s prův. varhan (1899).
- Te Deum I. (1894) pro 4 hlasy. smíšený sbor a varhany
- Te Deum II. (1895)
- Te Deum III. (1896)
- Te Deum IV. (1901)
- Regina coeli I. (1899)
- Regina coeli lI. (1900)
- Nešpory de Nativitate (1890)
- Nešpory Pentecostes (1890)
- Nešpory de Confessore (1891)
- Žalmy a responsoria ke slav vzkříšení (1894)
- Zpěvy k oltářům při slav. Božího Těla 1. (1900) 2. (1902) 3. (1903) pro mužský sbor.
- O salutaris hostia (1905 a 1908)
- Zdrávas královno (1904, 1905).
- Zdrávas Maria, 6hlasý smíšený sbor á capella
- Pange lingua: dvě sbírky (1888 a 1908) a cca 10 jednotlivých
- Motetta (sbírky):
  - De tempore Adventus
  - In Nativitate – pro veškeré neděle a svátky na celý čas vánoční
  - Domnca Septua-, Sexa-, Quinquagesima
  - Tempore paschali
  - Pentecostes
- Vložky ke všem svátkům mariánským, některé texty (Ave Maria, Benedicta, Beata es) zkomponovány několikrát.